# Daniel Sołtysiak
Daniel Sołtysiak (* 6. September 2001) ist ein polnischer Sprinter, der sich auf den 400-Meter-Lauf spezialisiert hat.

## Sportliche Laufbahn
Erste internationale Erfahrungen sammelte Daniel Sołtysiak im Jahr 2023, als er bei den U23-Europameisterschaften in Espoo mit 46,99 s in der ersten Runde über 400 Meter ausschied und mit der polnischen 4-mal-400-Meter-Staffel in 3:03,79 min den vierten Platz belegte. Anschließend startete er mit der Staffel bei den World University Games in Chengdu und gewann dort in 3:05,10 min die Silbermedaille hinter dem türkischen Team. Im Jahr darauf belegte er bei den Hallenweltmeisterschaften in Glasgow in 3:08,00 min den fünften Platz im Staffelbewerb. Im August verpasste er bei den Olympischen Sommerspielen in Paris mit 3:01,21 min den Finaleinzug mit der Staffel. Bei den World Athletics Relays 2025 in Guangzhou wurde er in 3:16,48 min Siebter im Finallauf der Mixed-Staffel und Ende Juni siegte er in 3:09,43 min bei der 1. Liga der Team-Europameisterschaft in Madrid. Anschließend belegte er bei den World University Games in Bochum in 46,28 s den siebten Platz über 400 Meter und siegte in 3:15,58 min in der Mixed-Staffel sowie in 3:03,64 min auch mit der Männerstaffel.
2023 wurde Sołtysiak polnischer Meister in der 4-mal-400-Meter-Staffel.

## Persönliche Bestzeiten
- 400 Meter: 45,73 s, 16. Juni 2024 in Sopot
  - 400 Meter (Halle): 46,78 s, 9. Februar 2025 in Breslau